# Berverath (neu)
Berverath (neu) ist ein seit 2016 entstandener Stadtteil von Erkelenz im Kreis Heinsberg in Nordrhein-Westfalen. Der Ort wurde auf Grund der ehemals geplanten Abbaggerung des bisherigen Ortes Berverath durch den Tagebau Garzweiler gebaut, dieser bleibt jedoch erhalten.

## Lage

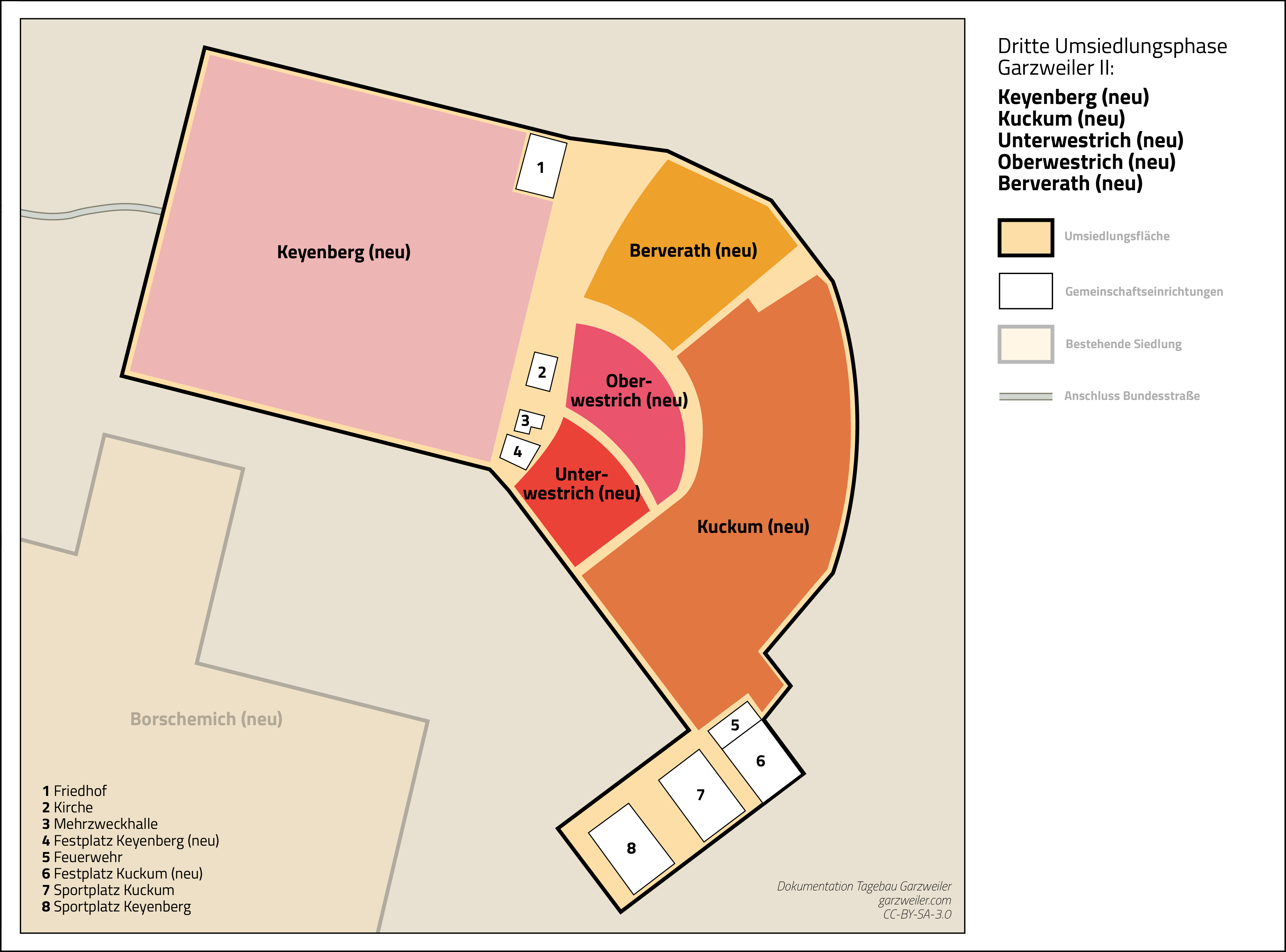
Berverath (neu) mit den anderen vier umgesiedelten Orten nördlich von Erkelenz der dritten Umsiedlungsphase des Tagebaus Garzweiler II

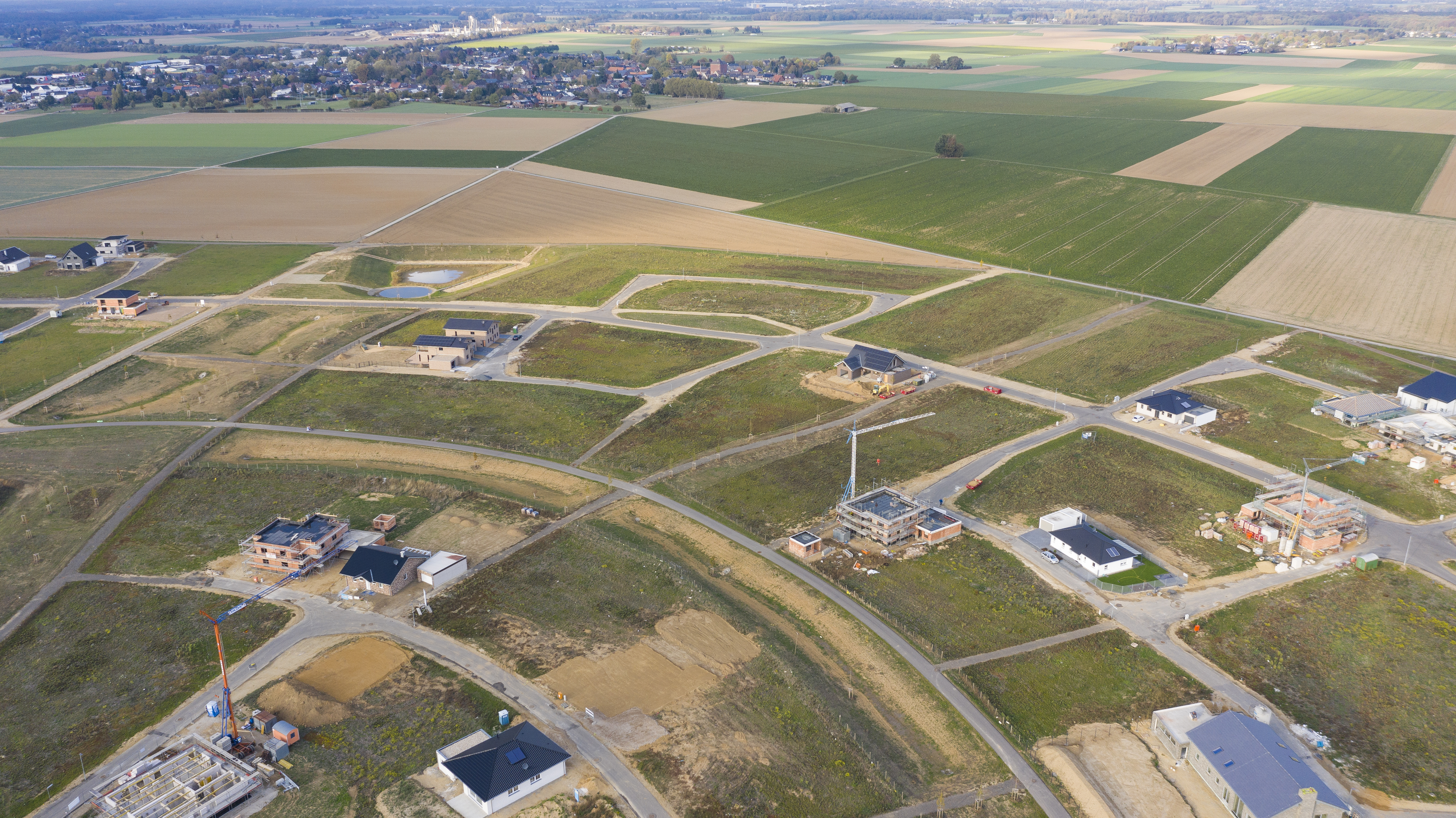
Im Vordergrund Berverath (neu), im Hintergrund Rath-Anhoven (2018)

Im Norden grenzt Berverath (neu) an Rath-Anhoven, im Westen an Keyenberg (neu), im Süden an Oberwestrich (neu) und im Osten an Kuckum (neu).

## Geschichte

### Ortsgeschichte
Seit dem 1. Dezember 2016 wurde der bisherige etwa fünf Kilometer entfernte Ort Berverath umgesiedelt. Der gemeinsame Bebauungsplan für die direkt benachbart liegenden Umsiedlungsorte Keyenberg (neu), Kuckum (neu), Oberwestrich (neu), Unterwestrich (neu) und Berverath (neu) erhielt am 22. Januar 2016 Rechtskraft. Der erste Spatenstich erfolgte am 9. April 2016, am Ende des Jahres war ein Großteil der Erschließung bereits fertiggestellt.
Durch Beschluss des Rates der Stadt Erkelenz vom 14. Mai 2025 wird der Ort ab dem 1. Juli 2026 von Berverath (neu) in Berverath umbenannt werden.

### Bevölkerungsentwicklung
Einwohnerzahlen der Ortschaft Berverath (neu) (Einwohnerzahlenentwicklung durch die Umsiedlung)
| Jahr | Ew. |
| ---- | --- |
| 2018 | 2   |
| 2019 | 9   |
| 2020 | 21  |
| 2021 | 30  |
| 2022 | 47  |
| 2023 | 66  |
| 2024 | 76  |

## Verkehr

### Bahn
Die nächsten Stationen befinden sich in Erkelenz und Herrath.

### Bus
Die AVV-Buslinie 412 der WestVerkehr verbindet die benachbarten Orte Kuckum (neu) und Keyenberg (neu) wochentags mit Erkelenz und Wegberg. Die nächstgelegene Haltestelle ist Friedhof in Keyenberg (neu).
| Linie | Verlauf |
| ----- | --- |
| 412   | Erkelenz Bf – Erkelenz Gymnasium / Erkelenz Burg – Borschemich (neu) – Kuckum (neu) – Keyenberg (neu) – Rath-Anhoven – Mehlbusch – Kipshoven – Moorshoven – Beeck – Beeckerheide – Gerichhausen – Wegberg Bf – Wegberg Busbf |

### Auto
Westlich von Berverath (neu) verläuft die Bundesstraße 57 (B 57). Die nächstgelegene Autobahnanschlussstelle Erkelenz Ost an der A 46 befindet sich bei Mennekrath/Terheeg. Die Verkehrsanbindung des Ortes erfolgt über einen Kreisverkehr auf der B 57.